# Joachim Wuermeling
Joachim Wuermeling (ur. 19 lipca 1960 w Münster) – niemiecki polityk, prawnik i wykładowca akademicki, od 1999 do 2005 poseł do Parlamentu Europejskiego.

## Życiorys
Studiował prawo na uniwersytetach w Bayreuth i Erlangen. Zdał państwowe egzaminy prawnicze pierwszego (1985) i drugiego (1989) stopnia. Na Universität Bayreuth uzyskał stopień naukowy doktora ze specjalizacją w zakresie prawa europejskiego.
Praktykował jako referent prawny, od 1989 do 1993 był zatrudniony na stanowisku asystenta w bawarskim ministerstwie spraw krajowych i europejskich (z siedzibą w Bonn). Przez rok prowadził wykłady na Uniwersytecie w Jenie. Przez kilkanaście lat pracował w komisji zajmującej się egzaminami prawniczymi pierwszego stopnia. W latach 1993–1995 był członkiem zespołu niemieckiego komisarza Petera Schmidhubera. W drugiej połowie lat 90. pracował w urzędzie premiera Bawarii. Od 1996 wykładał na Uniwersytecie w Bayreuth.
W 1999 z listy Unii Chrześcijańsko-Społecznej po raz pierwszy uzyskał mandat deputowanego do Parlamentu Europejskiego. Reprezentował Europarlament w Konwencie Europejskim. W wyborach w 2004 z powodzeniem ubiegał się o reelekcję. Był członkiem grupy chadeckiej, pracował m.in. w Komisji Rynku Wewnętrznego i Ochrony Konsumentów.
Z PE odszedł w 2005, obejmując stanowisko sekretarza stanu w niemieckim Ministerstwie Gospodarki i Technologii, które zajmował przez trzy lata. W 2007 został wykładowcą polityki europejskiej na Uniwersytecie Poczdamskim, a w 2008 członkiem zarządu organizacji skupiającej krajowe firmy ubezpieczeniowe. W latach 2011–2016 kierował stowarzyszeniem banków spółdzielczych, następnie wszedł w skład zarządu Niemieckiego Banku Federalnego.